# 略阳县
33°19′N 106°9′E / 33.317°N 106.150°E
略阳县是中国陕西省汉中市所辖的一个县，位于陕西西南部，嘉陵江上游。区域总面积为2831平方公里，人口约14.5万人。

## 地名由來
在東漢時屬沮縣，西魏時改名武興縣，隋朝時更名顺政县，南宋开禧三年(1207)顺政县改现名略阳，此後沿革至今未改。

### 要隘說
据清《陕西通志》: 用武之地曰略,象山之南曰阳，故名。

### 日照說
据明代张良知《游灵岩寺记》载：「时过午， 即不见日，盖山高云障，此略阳之得名也」。
考量略阳之名自南宋开禧三年(1207)就改名至今未改，此說有基於文學雅興而牽附。

### 僑置說
略陽之名沿自西漢時安置氐族僑居的十三氐道之一的略陽道，東漢時置略陽縣，屬漢陽郡。
從東漢末年、西晉永嘉之亂、南北朝數個朝代時有動亂，原來僑居略陽的氐族僑民為避亂謀生數次南渡大遷徙，源自略陽的僑民所在聚居地沿用故居地為名，歷朝政權為安置流民會運用僑置制度管理原籍屬民，為資以識別流民來源會以借鑒原籍做為新居地名，隨著時代更迭當地已熟慣以略陽為聚居地名。

## 历史
汉为沮县、北魏设武兴县、隋改顺政县，南宋称略阳县。
武興城，古代城池在此地。

## 人口
2020年末，根據全國第七次人口普查統計數據顯示：略阳县常住人口为143989人。

## 行政区划
略阳县下辖2个街道办事处、15个镇：
兴州街道、横现河街道、接官亭镇、两河口镇、金家河镇、徐家坪镇、白水江镇、硖口驿镇、乐素河镇、郭镇、黑河镇、白雀寺镇、西淮坝镇、五龙洞镇、观音寺镇、马蹄湾镇和仙台坝镇。

## 交通
- 345国道、宝成铁路过境。

## 特产
略阳杜仲、略阳猪苓、略阳天麻、略阳乌鸡：中国地理标志产品。